# Marxism Today
«Марксизм тудей» (англ. Marxism Today, переводится как «Марксизм сегодня») — теоретический журнал Коммунистической партии Великобритании, выпускавшийся до 1991 года. Играл особенно важную роль в 1980-х годах, когда его редактором был Мартин Жак. Иногда Жаку приписывают распространение через Marxism Today термина «Тэтчеризм» и критику идеологии правительства Маргарет Тэтчер через свою теорию New Times. Журнал также был место распространения культурологического учения Стюарта Холла.
Являлся оплотом «реформистского» крыла КПВ в 1977—1991 годах.
В 1998 году, через 7 лет после закрытия журнала был опубликован его «специальный выпуск». До 1998 журнал New Statesman публиковался, как «включающий» в себя Marxism Today и некоторые другие издания.